# Исламский орнамент

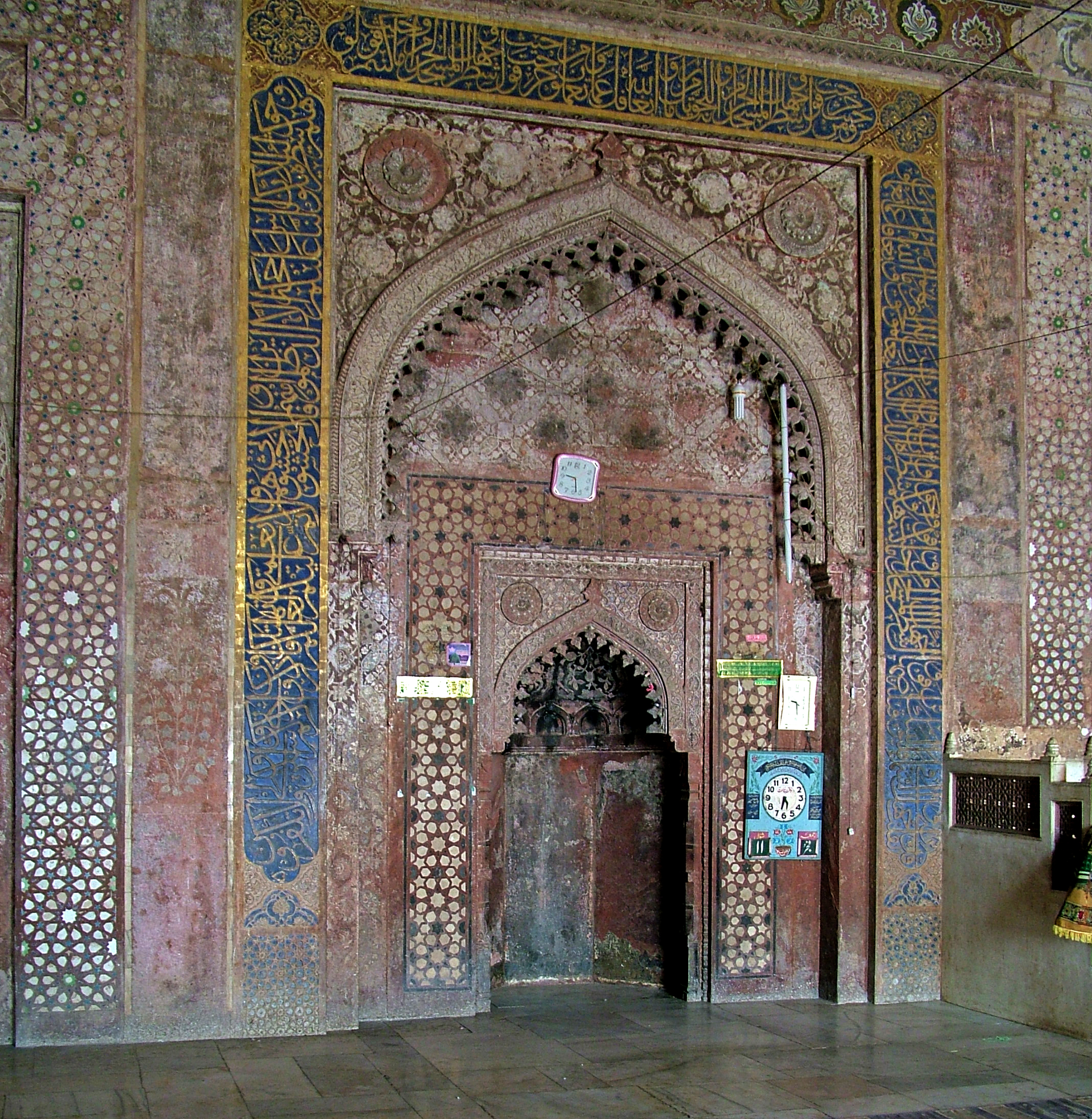
Геометрические, каллиграфические узоры и арабески, украшающие михраб в Джама Масджид, Фатехпур Сикри.

Исламский орнамент — использование декоративных форм и узоров в исламском искусстве и исламской архитектуре. Его элементы можно разделить на арабески с использованием изогнутых растительных элементов, геометрические узоры с прямыми линиями или правильными кривыми и каллиграфию, состоящую из религиозных текстов со стилизованным внешним видом, используемых как декоративно, так и для передачи смысла. Зачастую эти виды узоров переплетены.
Исламский орнамент оказал значительное влияние на европейские формы декоративного искусства, особенно на западные арабески.

## Обзор

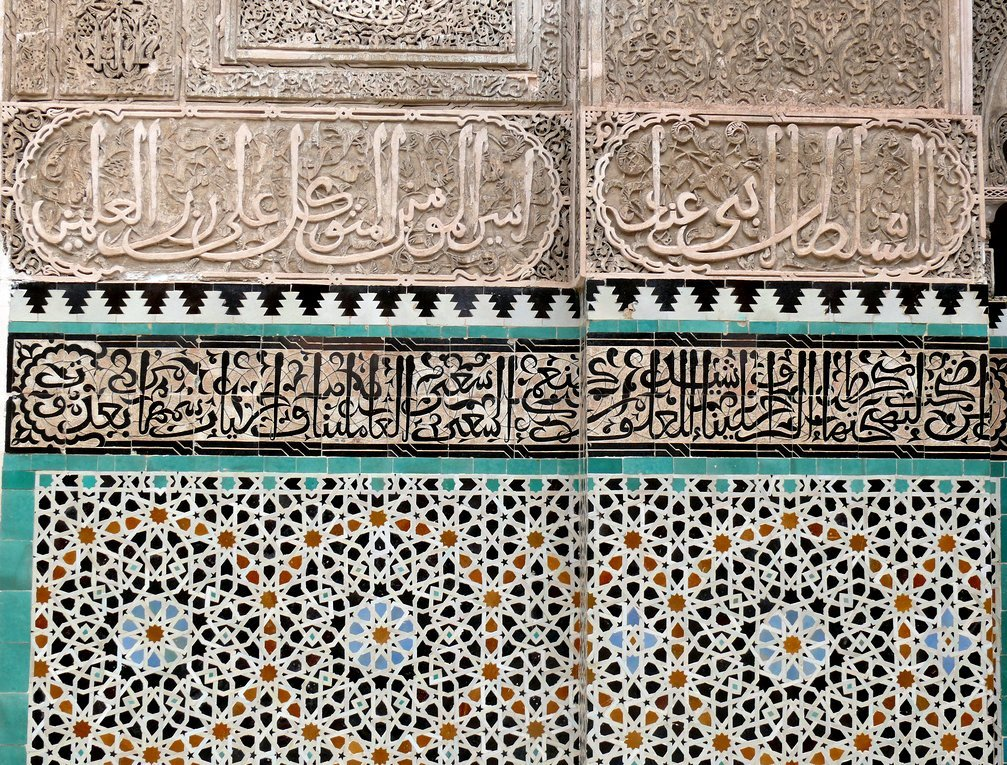
Геометрическая плитка Зулляйдж, лепной декор с арабской каллиграфией и арабесками в медресе Бу Инания, Фес

Исламское искусство в основном избегает фигуральных изображений. Этот аниконизм исламской культуры побудил художников исследовать нефигуративное искусство, создав общий эстетический сдвиг в сторону математически обоснованного декора.
Исламские геометрические узоры произошли от рисунков, использовавшихся в более ранних культурах: греческой, римской и сасанидской. Это одна из трех форм исламского украшения, остальные представляют собой арабески, основанные на изогнутых и ветвящихся формах растений, и исламскую каллиграфию; все три часто используются вместе в таких материалах, как мозаика, лепнина, кирпичная кладка и керамика, для украшения религиозных зданий и предметов.
Такие авторы, как Кит Кричлоу, утверждают, что исламские узоры созданы для того, чтобы привести зрителя к пониманию лежащей в основе реальности, а не просто являются украшением, как иногда подразумевают писатели, интересующиеся только узорами. В исламской культуре узоры считаются мостом в духовную сферу, инструментом очищения разума и души. Дэвид Уэйд утверждает, что «Большая часть искусства ислама, будь то архитектура, керамика, текстиль или книги, представляет собой искусство украшения, то есть трансформации». Уэйд утверждает, что цель состоит в том, чтобы преобразить мечети, превратив их «в легкость и узор», а «украшенные страницы Корана могут стать окнами в бесконечность». Напротив, Дорис Беренс-Абусейф в своей книге «Красота в арабской культуре» утверждает, что «главное различие» между философским мышлением средневековой Европы и исламского мира состоит именно в том, что понятия добра и красоты разделены в арабской культуре. Она утверждает, что красотой, будь то в поэзии или в изобразительном искусстве, наслаждались «ради неё самой, без приверженности религиозным или моральным критериям».

## Арабески

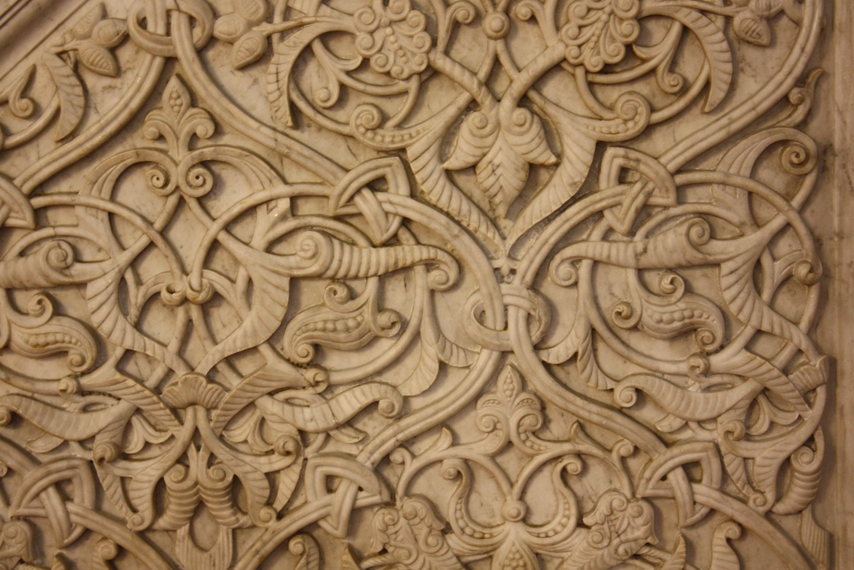
Каменный рельеф с арабесками из усиков, пальметт и полупальмет в мечети Омейядов в Дамаске.

Исламская арабеска — это форма художественного оформления, состоящая из «ритмичных линейных узоров из вьющейся и переплетённой листвы, завитков» или простых линий, часто сочетающихся с другими элементами. Обычно он состоит из одной основы, которую можно «разложить» или плавно повторить столько раз, сколько необходимо. Эта техника, возникшая благодаря художественному интересу к более древним геометрическим композициям в позднеантичном искусстве, позволяла зрителю представить, как выглядел бы узор, если бы он продолжался за его существующие пределы. Это особенность сделала его отличительным для исламского искусства.
Полностью «геометризированные» арабески появились в X веке. Растительные формы, обычно используемые в узорах, такие как листья аканта, виноград и более абстрактные пальметты, первоначально были заимствованы из позднеантичного и сасанидского искусства. Для сасанидов характерно использование вьющейся лозы в качестве декоративного элемента, заимствованного у римлян через византийское искусство. В исламский период этот свиток с виноградной лозой превратился в арабеску. Считается, что орнамент виноградной лозы, популярный в исламском орнаменте, возник в эллинистическом и раннехристианском искусстве. Однако свиток с виноградной лозой претерпел стилистические изменения, в результате которых узор виноградной лозы превратился в более абстрактный орнамент, сохранивший лишь остатки эллинистической модели. Дополнительные мотивы, такие как цветы, начали добавляться ближе к XIV веку.
Начиная с XIV века арабески геометрической формы начали вытесняться более свободными растительными мотивами, вдохновлёнными китайским искусством и стилем Саз, который стал популярным в османском искусстве в XVI веке.

## Геометрические узоры

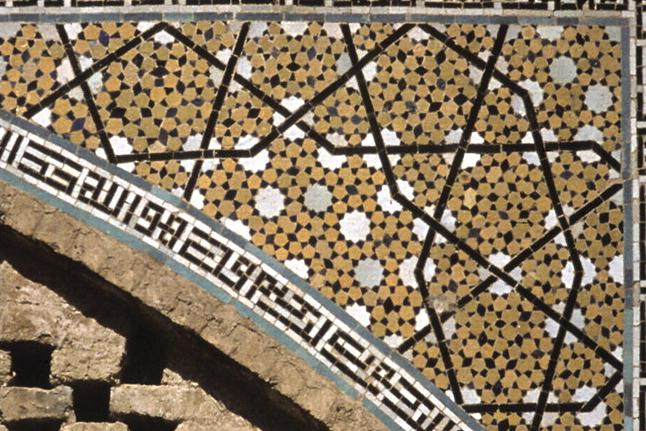
Геометрический узор гирих у Дарб-э Имама, Исфахан

Исторически исламское искусство широко известно своим использованием геометрических узоров для художественного выражения. Исламские геометрические узоры развивались в двух разных регионах — в восточных регионах Персии, Трансоксианы и Хорасана, а также в западных регионах Марокко и Андалусии. Геометрические узоры в исламском искусстве часто строятся на комбинациях повторяющихся квадратов и кругов, которые могут перекрываться и переплетаться, как и арабески, с которыми они часто комбинируются, образуя замысловатые и сложные узоры, включая большое разнообразие мозаики. Они могут составлять весь декор, могут образовывать основу для цветочных или каллиграфических украшений или могут отходить на второй план вокруг других мотивов. Сложность и разнообразие используемых узоров развивались от простых звезд и ромбов в IX веке до множества узоров с 6-13 точками к XIII веку и, наконец, до включения также 14- и 16-конечных звезд в XVI веке.
Геометрические узоры встречаются в различных формах в исламском искусстве и архитектуре, включая килимы, персидский гирих и западную плитку зулляйдж, сотовые своды, каменные ширмы с отверстиями в Джали, керамику, кожу, витражи, изделия из дерева и изделия из металла.

## Каллиграфия

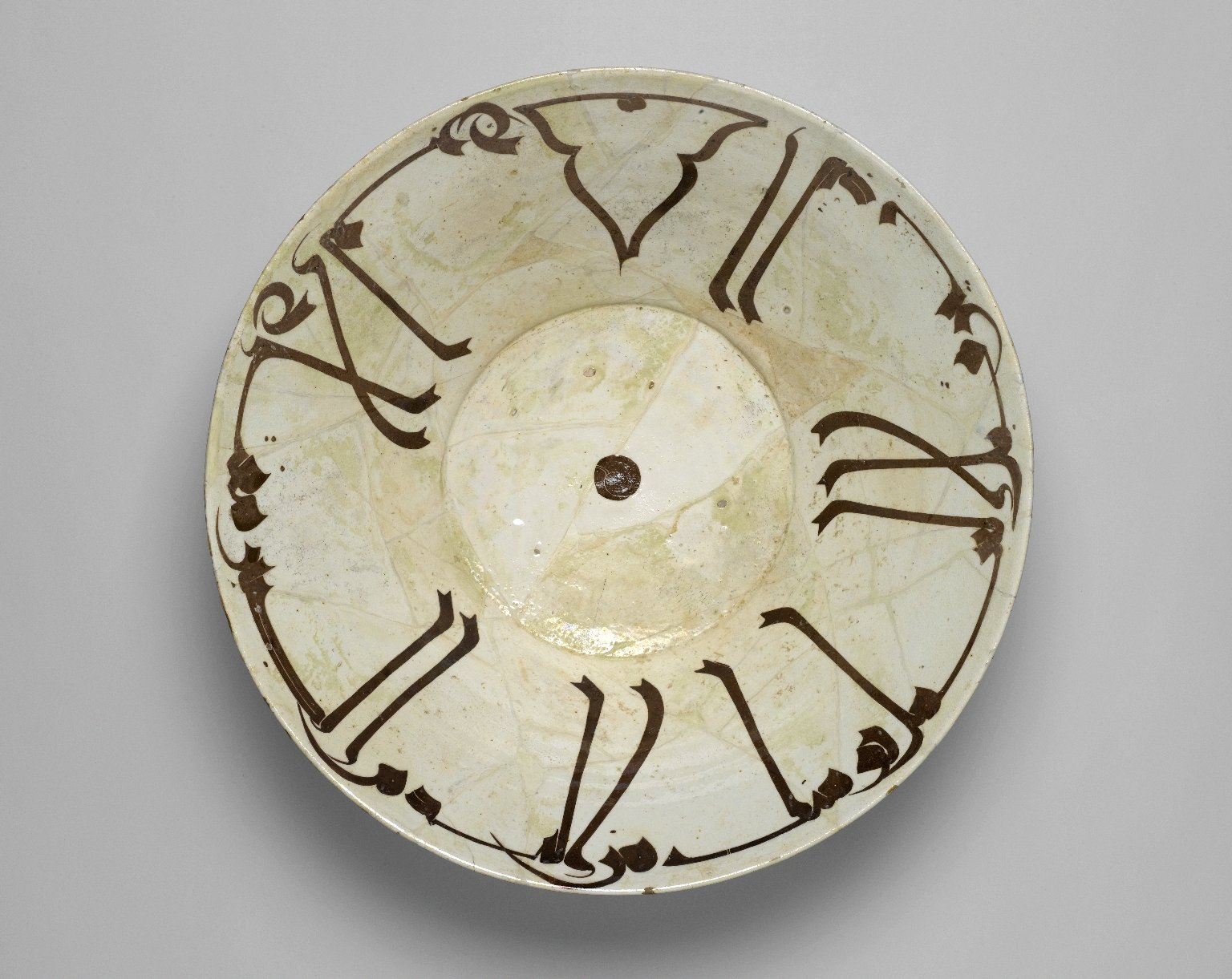
Чаша, украшенная куфической каллиграфией, X век.

Каллиграфия является центральным элементом исламского искусства, сочетающим в себе эстетическую привлекательность и религиозное послание. Иногда это доминирующая форма орнамента; в другое время она сочетается с арабеской. Важность письменного слова в исламе привела к тому, что эпиграфические или каллиграфические украшения играли заметную роль в архитектуре. Каллиграфия используется для украшения таких зданий, как мечети, медресе и мавзолеи; деревянных предметов, таких как шкатулки; и керамики, такой как плитка и миски.
Эпиграфическое оформление также может указывать на дальнейшие политические или религиозные послания посредством выбора текстовой программы надписей. Например, каллиграфические надписи, украшающие Купол Скалы, включают цитаты из Корана, в которых упоминается чудо Иисуса и его человеческая природа (например, Коран 19:33-35), Таухид (например, Коран 112), а также роль Мухаммеда как «Печати Пророков», которые были истолкованы как попытка объявить об отказе от христианской концепции Святой Троицы и провозгласить триумф ислама над христианством и иудаизмом. Кроме того, надписи на фундаменте зданий обычно указывают на его основателя или покровителя, дату его строительства, имя правящего государя и другую информацию.
Самые ранние примеры эпиграфических надписей в исламском искусстве демонстрируют более незапланированный подход, при котором каллиграфия не интегрирована с другими украшениями. В X веке возник новый подход к письму. Ибн Мукла известен как создатель хатт аль-мансуб, или пропорционального стиля письма. «Хатт», что означает «выделение», подчеркивал физическое разграничение пространства каллиграфическим письмом. Эта концепция рационализации пространства присуща исламскому орнаменту. К IX и X векам надписи были полностью интегрированы в остальную часть декоративной программы объекта или здания, а к XIV веку они стали доминирующим декоративным элементом многих объектов. Самым распространённым стилем письма в ранний период был куфический, в нём преобладали прямые угловатые линии. В монументальных надписях со временем добавлялись определённые завитушки для создания таких вариаций, как «цветочный» куфический (в котором цветочные или усики возникают из букв) или «узловой» куфический (в котором некоторые буквы образуют переплетающиеся узлы). Однако разработка куфического письма также сделала его менее разборчивым, что привело к принятию в архитектурном убранстве более округлых «курсивных» шрифтов, таких как насх, сулюс и другие. Эти надписи впервые появились на памятниках в XI веке, сначала для религиозных надписей, но затем и для других. Курсивное письмо подверглось дальнейшей доработке в течение следующих столетий, в то время как куфику отводилась второстепенная роль. Надписи становились длиннее и многолюднее по мере включения большего количества информации и добавления названий к именам покровителей.

## Влияние на западный орнамент

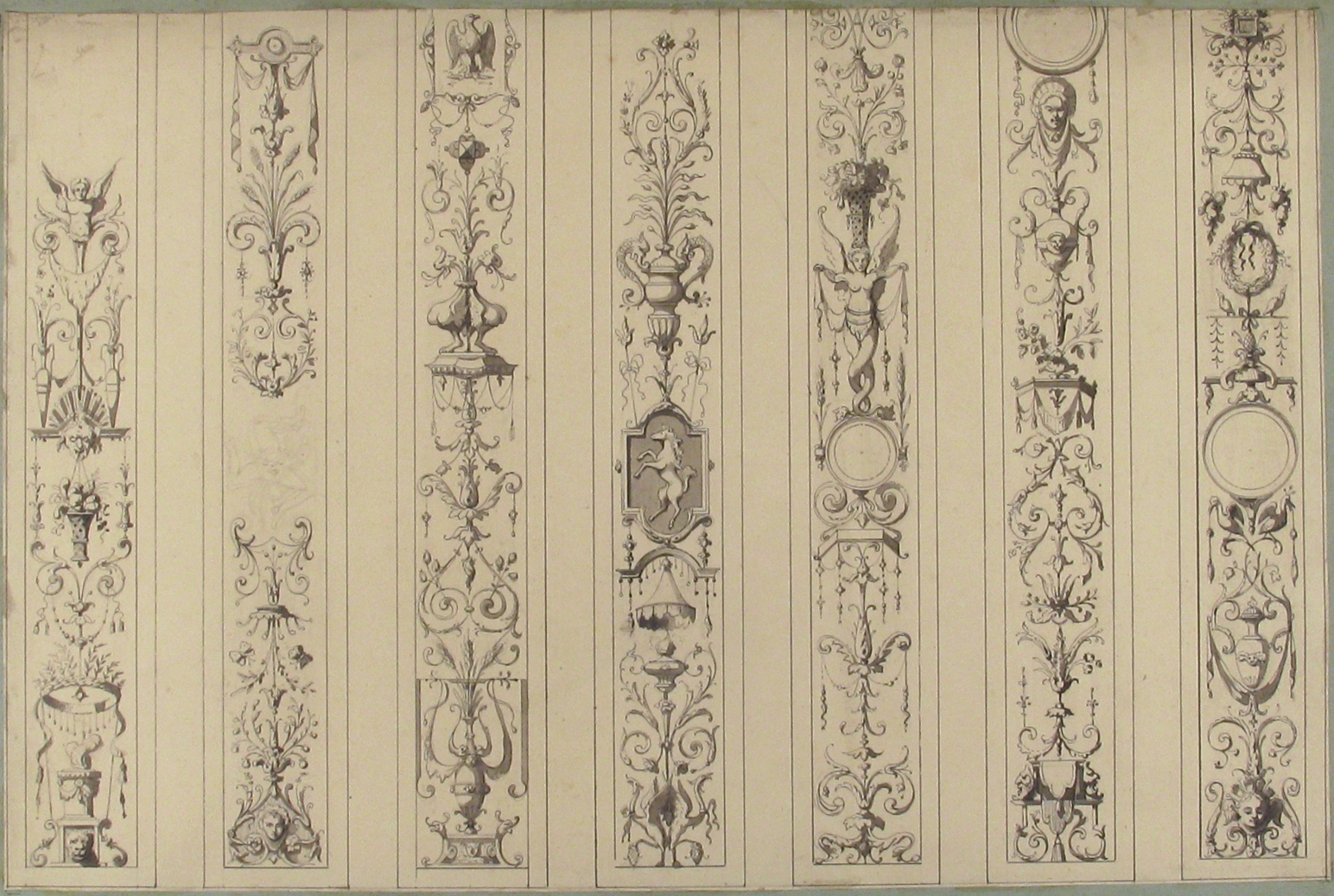
Семь западных арабесок, Фарнсборо, Англия. Рисунки Жюля Лашеза и Эжена-Пьера Гурде, 1880—1886 гг.

Западный стиль орнамента, основанный на исламской арабеске, развился в Европе, начиная с Венеции конца XV века; его называли либо мавританским, либо западным арабеском. Он использовался во многих декоративных искусствах, особенно в книжном дизайне и переплётном деле. Совсем недавно Уильям Моррис из движения «Искусства и ремесла» находился под влиянием всех трех типов исламских орнаментов.

## Теории исламского орнамента
Оуэн Джонс в своей книге «Грамматика орнамента» (1856) предлагает теории цвета, геометрии и абстракции. Один из его руководящих принципов гласит, что любой орнамент основан на геометрической конструкции.

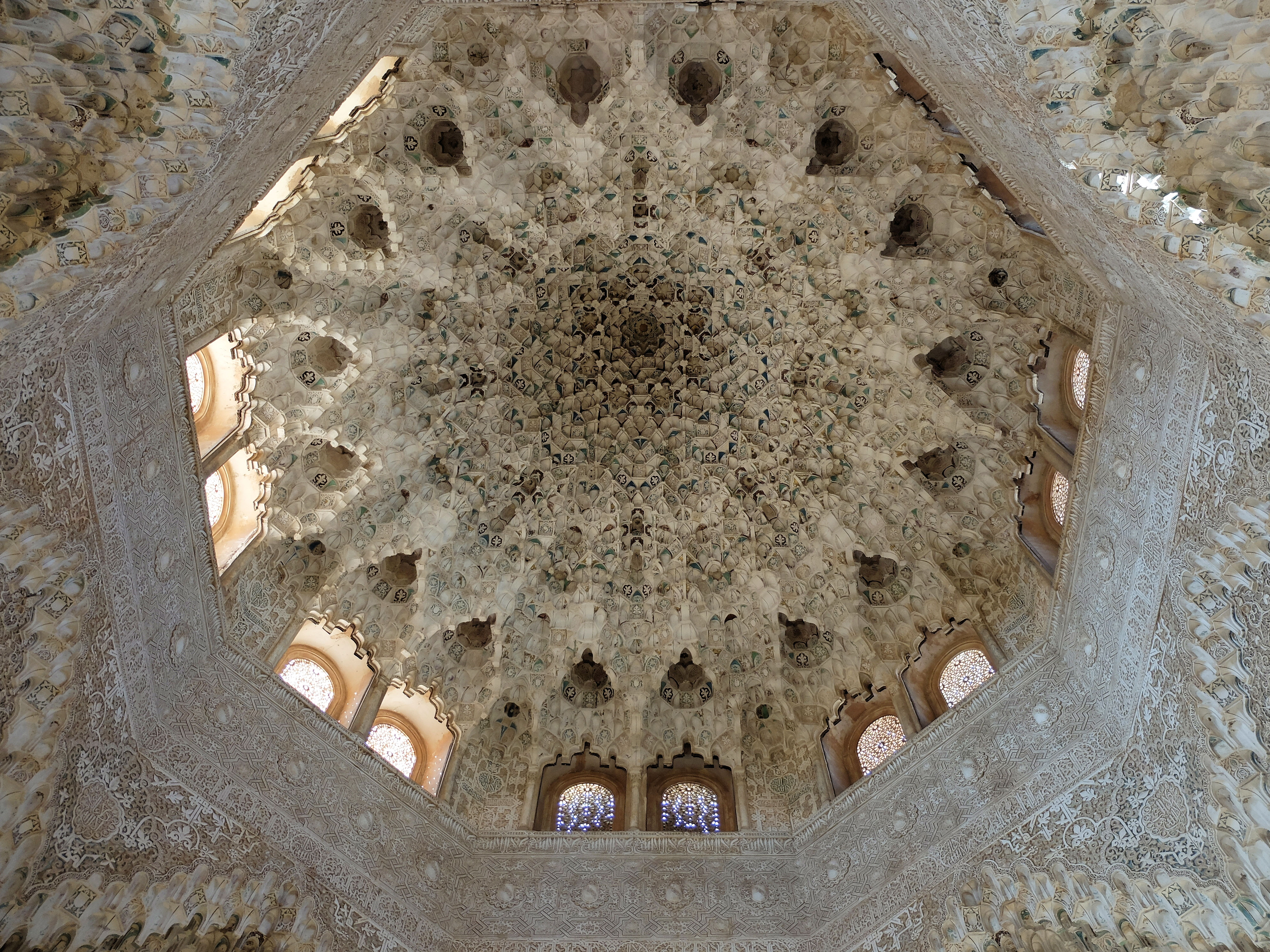
Гранада, Альгамбра, Зал Двух сестёр, потолок мукарнас.

Эрнст Гомбрих подчеркивает практические эффекты орнамента, такие как обрамление, заполнение и связывание. Он считает, что наиболее значимые аспекты искусства неорнаментальны, что связано с предпочтением западному изобразительному искусству. Геометрический узор в исламском орнаменте предполагает заполнение пространства, технически описываемое как «тесселяция посредством изометрии». Основная задача геометрических узоров, «заполняющих» пространство, — увеличить его. В своей книге «Размышление об орнаменте» Олег Грабарь отходит от европейской позиции Гомбриха, чтобы показать, как орнамент может быть предметом дизайна. Он различает наполнение пространства дизайном и преобразование пространства посредством дизайна.

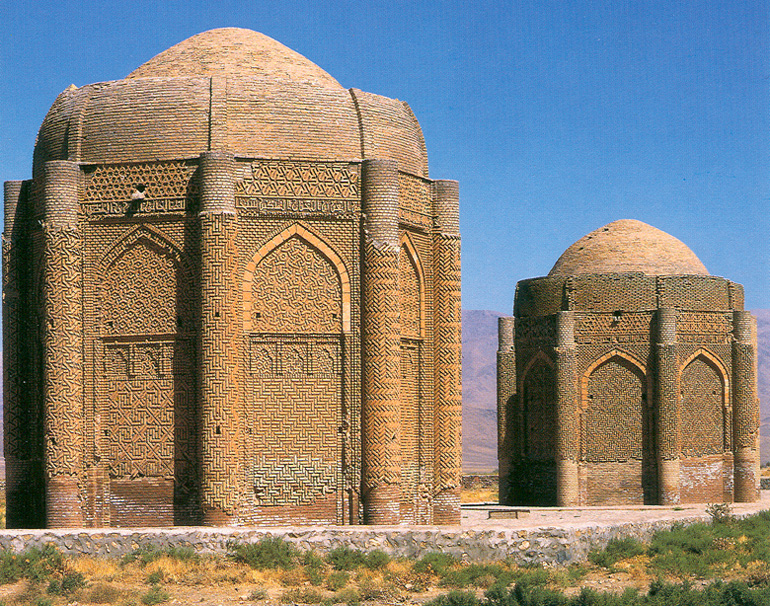
Иран, Харракан, мавзолей, 1087 год, оборотная сторона.

Грабарь обращает внимание на «иконофорность» орнамента. Использование им слова «иконофорный» означает «показательный» или «выразительный». Рассмотрение орнамента ради него самого подрывает его субъективность. Геометрические формы могут быть созданы как предметы благодаря их способности передавать или усиливать иконографическое, семиотическое или символическое значение. Орнамент в исламском творчестве используется для передачи сути идентифицируемого сообщения или самих конкретных сообщений. Богато текстурированные геометрические формы в Альгамбре служат проходом, сутью, позволяющей зрителям размышлять о жизни и загробной жизни.
Развитие растительного орнамента из Египта, древнего Ближнего Востока и эллинистического мира достигло кульминации в исламской арабеске.

## Заметки
1. ↑  Кричлоу — профессор архитектуры и автор книги об исламских образцах.
2. ↑  Уэйд — автор серии книг по узорам в различных видах искусства.
3. ↑  Беренс-Абусейф — профессор истории искусства и архитектуры в SOAS.